# Summer Bishil
Summer Yasmine Bishil (Pasadena (Californië), 17 juli 1988) is een Amerikaans actrice.

## Biografie
Bishil werd geboren in Pasadena (Californië) als jongste van drie kinderen bij een Amerikaanse moeder en een Indiase vader. In 1991, op driejarige leeftijd, verhuisde zij met haar familie overzee en volgde haar studie aan Britse en Amerikaanse scholen. Zij en haar familie keerde in 2003 terug in Pasadena waar zij haar high school afmaakte. Op veertienjarige leeftijd begon zij met het nemen van acteerlessen.
Bishil begon in 2005 met acteren in de televisieserie Days of our Lives, waarna zij nog meerdere rollen speelde in televisieseries en films. In 2009 werd zij genomineerd voor een Independent Spirit Award in de categorie Beste Hoofdactrice in de film Nothing Is Private.

## Filmografie

### Films
Uitgezonderd korte films.
- 2022 Four Samosas - als Rina
- 2018 Under the Silver Lake - als Billboard Girl
- 2013 Blast Vegas – als Serena
- 2013 Lip Service – als Priscilla Santos
- 2010 Mooz-Lum – als Iman
- 2010 The Last Airbender – als Azula
- 2009 Crossing Over – als Taslima Jahangir
- 2007 Nothing Is Private – als Jasira Maroun
- 2006 Return to Halloweentown – als Aneesa

### Televisieseries
Uitgezonderd eenmalige gastoptredens.
- 2015-2020 The Magicians - als Margo Hanson -  65 afl.
- 2013 Lucky 7 – als Samira Lashari – 8 afl.
- 2011 90210 – als Leila – 4 afl.

- Bibsys: 9059052
- Gemeinsame Normdatei: 1012194256
- International Standard Name Identifier: 0000 0001 1938 2326
- Library of Congress Control Number: no2009139222
- MusicBrainz: 95ca0063-d138-411b-b7ef-a6619360c37d
- Virtual International Authority File: 100748855
- WorldCat: E39PBJvhjJMjfXcYHCHtGrMVmd